# De Vrede (Knokke-Heist)
De Vrede is een wijk in de Belgische kustgemeente Knokke-Heist, aan de Graaf Jansdijk in het uiterste oosten van de gemeente en vlak ten westen van het voormalige Fort Sint-Isabella.
Het gehuchtje ontstond in de 19e eeuw rondom herberg De Vrede, die op zijn beurt vernoemd is naar het Verdrag van Fontainebleau uit 1785 dat onder meer de toegang tot de Westerschelde en de afbakening met de nabijgelegen grens der Republiek der Nederlanden regelde, nadat er enkele schermutselingen aan vooraf waren gegaan.
Ook in 1785 kwam de Hazegraspolder gereed, nadat de Oude Hazegraspolder al eerder was ingedijkt. Door dit alles kwamen er meer mensen te wonen.
Tegenwoordig bestaat het gehucht uit slechts enkele boerderijen. De nummers 1 - 3 hebben betrekking op de vroegere herberg.